# Homer Doliver House
 (janvier 2014).
Si vous disposez d'ouvrages ou d'articles de référence ou si vous connaissez des sites web de qualité traitant du thème abordé ici, merci de compléter l'article en donnant les références utiles à sa vérifiabilité et en les liant à la section « Notes et références ».
Homer Doliver House est un botaniste américain, né le 21 juillet 1878 à Oneida et mort le 21 décembre 1949.

## Biographie
Il est le fils de Doliver E. House et d’Alice J. née Petrie. Il obtient son Bachelor of Sciences à l’université de Syracuse en 1902, son Master of Sciences à Columbia en 1903 et, en 1905, son Ph. D. après avoir défendu une thèse consacrée aux espèces nord-américaines du genre Ipomea.
Il est professeur de botanique et de bactériologie au Clemson College de 1906 à 1907. De 1908 à 1913, il est directeur associé et maître assistant de botanique et de dendrologie à l’école forestière de Baltimore. Le 21 décembre 1908, il se marie avec Erma N.H. Hotaling.
De 1913 à 1914, il est botaniste assistant à New York et botaniste d’État à partir de 1914.
Membre de plusieurs sociétés savantes, il est notamment l’auteur de North American Species of Ipomoca (1908), Wild Flowers of New York (1923), Annotated List of Ferns and Flowering Plants of New York State (1924), Wild Flowers (1935), etc.

## Œuvres
- «  	The North American species of the genus Ipomoea : Submitted in partial fulfillment of the requirements for the degree of Doctor of Philosophy in the Faculty of the Pure Science of Columbia University », Annals of the New York Academy of Sciences, vol. 18, n°6, 1908, p. 181-263 ; Contributions from the Department of Botany of Columbia University, n°236, 1908, 83 p.